# Quai Banning
Le quai Banning est une artère liégeoise, sur la rive gauche de la Meuse, qui va du quai de Rome au quai François Timmermans, dans le quartier administratif des Guillemins.

## Situation
Le quai est une voie rapide (deux bandes de circulation automobile dans chaque sens) longeant la rive gauche de la Meuse et reliant, de l'aval vers l'amont, le quai de Rome au quai François Timmermans via un rond-point. Il est surmonté par le pont-rails du Val-Benoît et le pont du Pays de Liège servant de support à la liaison autoroutière E40-E25.

## Odonymie
Ce quai était auparavant un tronçon du quai de Rome. En 1955, la partie sud de ce quai a été renommée quai Banning pour honorer Émile Banning, né à Liège le 12 octobre 1836 et mort à Bruxelles le 13 juillet 1898 , un docteur en philosophie et lettres, haut fonctionnaire et conseiller du roi Léopold II. Il a été l'un des principaux artisans de l'acquisition de l'état indépendant du Congo, futur Congo belge par le roi Léopold II.

## Architecture
Le quai jouxte le site du Val-Benoît, en cours de réaménagement.

## Activités
Le FOREM occupe un immeuble de 12 étages érigé en 1964 et situé au no 4 du quai.
L'école supérieure des Acteurs (ESACT) dépendant du conservatoire royal de Liège est située au no 5 du quai.

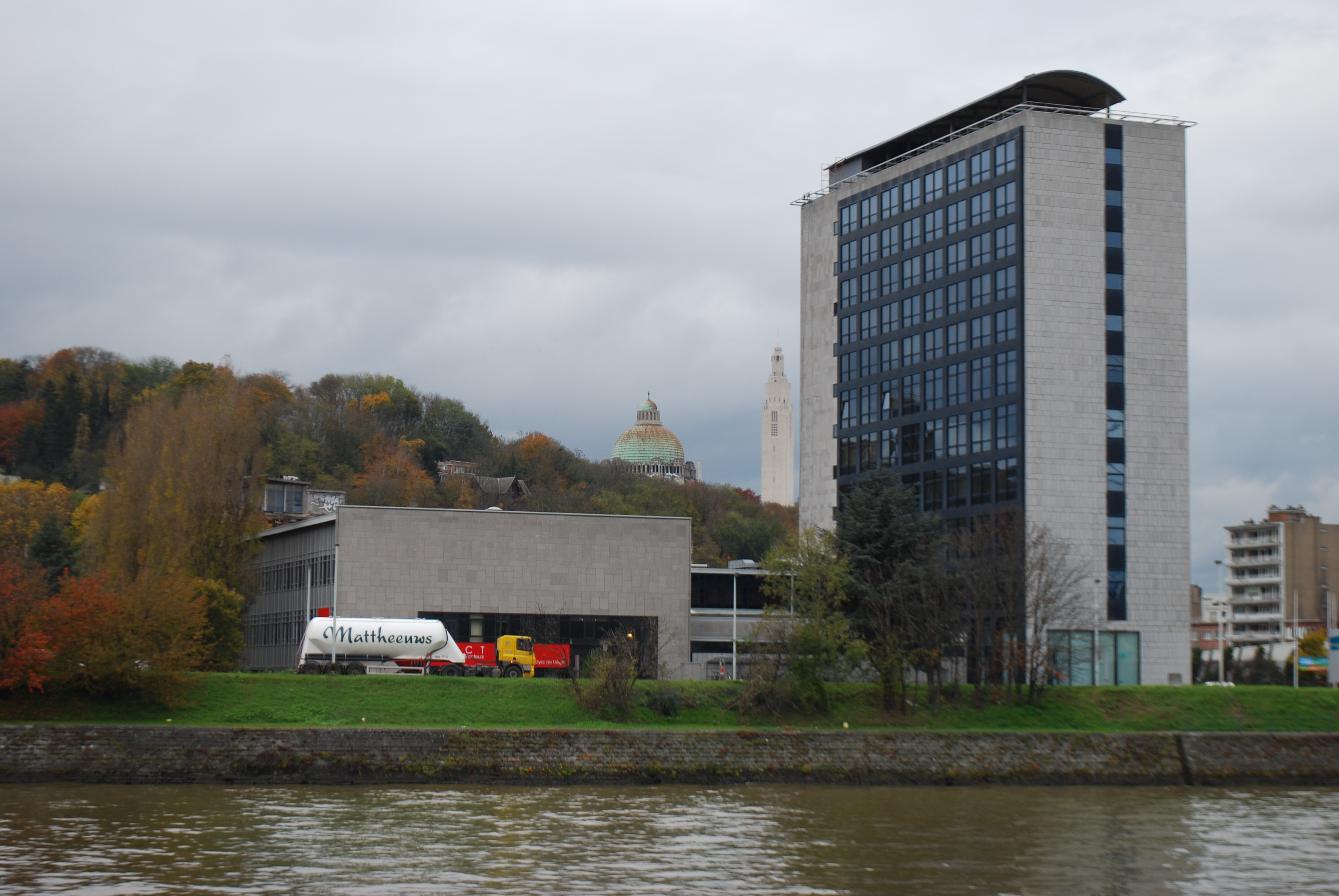
Les immeubles de l'ESACT et du FOREM

## Voies adjacentes
- Quai de Rome
- Avenue des Tilleuls
- Quai Timmermans